# Грација (Месина)
Грација је насеље у Италији у округу Месина, региону Сицилија.
Према процени из 2011. у насељу је живело 323 становника. Насеље се налази на надморској висини од 695 м.